# حمض نووي ريبوزي دائري

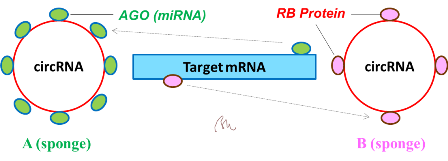
تحرير

الحمض النووي الريبوزي الدائري (بالإنجليزية: Circular RNA) هو نوع من الحمض النووي الريبوزي أحادي الجديلة، والذي، على عكس الحمض النووي الريبوزي الخطي، يشكل حلقة مستمرة مغلقة بروابط تساهمية. في الحمض النووي الريبوزي الدائري ترتبط النهايتَين 3 'و5' الموجودتَين بشكل طبيعي في جزيء الحمض النووي الريبوزي. تمنح هذه الميزة العديد من الخصائص للحمض النووي الريبوزي الدائري، والتي عُرف العديد منها مؤخرًا فقط.
تنشأ أنواع عديدة من الحمض النووي الريبوزي الدائري من جينات ترميز البروتين. ثبت أن الحمض النووي الريبوزي الدائري يشفر بعض البروتينات. أظهرت بعض أنواع الحمض النووي الريبوزي الدائري مؤخرًا أيضًا إمكانية العمل كمنظم للجينات. الوظيفة البيولوجية لمعظم الحمض النووي الريبوزي الدائري غير واضحة.
نظرًا لأن الحمض النووي الريبوزي الدائري لا يحتوي على نهايات 5 'أو 3'، فهو مقاوم للتحلل باستخدام إنزيم نوكلياز خارجي، ويفترض أنه أكثر استقرارًا من معظم الحمض النووي الريبوزي الخطي في الخلايا. ارتبط الحمض النووي الريبي الدائري بحدوث بعض الأمراض مثل السرطان.

## تضفير الحمض النووي الريبي
على عكس الجينات الموجودة في البكتيريا، تُقسم جينات حقيقيات النوى من خلال تسلسلات غير مشفرة تسمى الإنترونات. تُحذَف الإنترونات المتداخلة وتبقى الإكسونات فقط في الحمض النووي الريبوزي المرسال الناضج بعد نسخه من الحمض النووي الريبوزي منقوص الأكسجين عند حقيقيات النوى، يشفر الحمض النووي الريبوزي المرسال لاحقًا البروتينات. يحفز جسيم التضفير معقد بروتين-حمض نووي ريبوزي الموجود في النواة، ويحدث التضفير بالطريقة التالية:
1. يتعرف جسيم التضفير على الإنترون الذي يحيط به تسلسل محدد في نهايتيه 5 'و3'، والمعروف باسم موقع لصق مانح (أو موقع لصق 5 ') وموقع لصق متقبل (أو موقع لصق 3')، على التوالي.
2. بعد ذلك، يتعرض موقع لصق 5 'لتسلسل متناسق الاتجاه يسمى نقطة التفرع، وينتج عن ذلك بنية دائرية تسمى الوهق.
3. ثم يرتبط الإكسون 5 'الحر بموقع لصق 3'، وينضم إلى إكسونَين ويشكل هيكلًا يعرف باسم وهق الإنترون. يتفكك وهق الإنترون بعد ذلك ويتحلل بسرعة.[5]

## التضفير البديل
التضفير البديل هو ظاهرة يمكن من خلالها لنسخة واحدة من الحمض النووي الريبي أن تنتج منتجات بروتينية مختلفة بناءً على الأجزاء التي تعتبر «إنترونات» و«إكسونات» أثناء عملية التضفير. على الرغم من أنه ليس خاصًا بالبشر، لكنه يُعتبر تفسير جزئي لحقيقة أن البشر والأنواع الأخرى الأكثر بساطة (مثل الديدان الخيطية) يمتلكون أعدادًا مماثلة من الجينات (في حدود 20-25 ألفًا). أحد أهم الأمثلة على التضفير البديل موجود في جين دروسوفيلا DSCAM، والذي قد ينتج حوالي 30 ألف شكل أسوي مختلف من البروتينات عبر عملية التضفير البديل.

## التضفير اللانمطي

### تدافع الإكسون
يصف تدافع الإكسون، المعروف أيضًا باسم خلط الإكسون حدثًا ترتبط فيه الإكسونات بترتيب «غير متعارف عليه» (غير نمطي). يوجد ثلاث طرق يمكن أن يحدث فيها تدافع الإكسونات:
1. التضاعف الترادفي للإكسون في الجينوم، والذي يحدث غالبًا في السرطانات.
2. التضافر أثناء النسخ، إذ تندمج نسختان من الحمض النووي الريبوزومي، وينتج عن ذلك نسخة خطية تحتوي على إكسونات، والتي قد تكون مشتقة من جينات مشفرة على كروموسومَين مختلفَين. التضافر أثناء النسخ شائع جدًا عند دودة الربداء الرشيقة.
3. ربط موقع مانح إلى موقع متقبل بشكل أكبر في الجزء العلوي من النسخة الأولية، مما ينتج عنه نسخة دائرية.

يدعم الافتقار إلى الحفاظ التسلسل لمعظم الحمض النووي الريبوزومي الدائري الفكرة القائلة بأن النسخ الدائرية هي منتجات ثانوية من التضفير غير الكامل، ولكن يرفض الكثيرون هذه الفكرة.

## الحمض النووي الريبوزومي الدائري والأمراض
مثل أهداف معظم الموضوعات في البيولوجيا الجزيئية، من المهم النظر في كيفية استخدام الحمض النووي الريبوزومي الدائري على أنها أداة لمساعدة البشرية. بالنظر إلى وفرتها، وحفظها التطوري، ودورها التنظيمي المحتمل، من المفيد دراسة استخدام الحمض النووي الريبوزومي الدائري لدراسة دوره في الأمراض وابتكار التداخلات العلاجية. فمثلًا:
- الحمض النووي الريبوزومي الدائري ANRIL هو الشكل الدائري لـ ANRIL، وهو حمض نووري ريبوزومي طويل غير مشفر (ncRNA). يرتبط التعبير عن هذا الحمض بخطر الإصابة بتصلب الشرايين. اقتُرح أن الحمض النووي الريبوزومي الدائري ANRIL يستطيع تعديل التعبير عن INK4/ARF، والذي بدوره يزيد من خطر الإصابة بتصلب الشرايين. يمكن استخدام المزيد من الدراسات على تعبير الحمض النووي الريبوزومي الدائري ANRIL لمنع أو علاج تصلب الشرايين.
- يلعب miR-7 دورًا تنظيميًا مهمًا في العديد من أنواع السرطان وفي مرض باركنسون، وهو مرض دماغي مجهول السبب. فقد يساعد نشاط الحمض النووي الريبوزي الدائري CiRS-7 الموجود في الإسفنجيات في مواجهة نشاط miR-7. إذا استطاع نشاط CiRS-7 الدائري بالفعل أن يواجه نشاط miR-7 الضار، فسيحتاج العلماء إلى اكتشاف أفضل طريقة لإدخال تعبير CiRS-7، عبر الجين المحور مثلًا، وهو جين اصطناعي ينتقل بين الكائنات الحية. من المهم أيضًا دراسة كيفية التعبير عن الجينات المحورة فقط في أنسجة معينة، أو التعبير عنها فقط عند إحداثها.
- وُجد أن الحمض النووي الريبي الدائري تنظمه عملية نقص الأكسجة، وخصوصًا أن الحمض النووي الريبي cZNF292 ذو أنشطة مسببة لتولد الأوعية في الخلايا البطانية.

## أشباه الفيروسات مثل الحمض النووي الريبوزي الدائري
أشباه الفيروسات هي في الغالب من مسببات الأمراض النباتية، والتي تتكون من امتدادات قصيرة (بضع مئات من القواعد النووية) من حمض نووي ريبوزي دائري، ووحيد الجديلة، وغير مشفر وبدون غلاف بروتيني. بالمقارنة مع مسببات الأمراض النباتية المعدية الأخرى، فإن أشباه الفيروسات صغيرة جدًا في الحجم، وتتراوح من 246 إلى 467 قاعدة نووية؛ وبالتالي فهي تتكون من أقل من 10000 ذرة. وبالمقارنة، يبلغ طول جينوم أصغر الفيروسات المعروفة القادرة على إحداث عدوى بنفسها حوالي 2000 أساس نووي.